# Boris Eichenbaum
Boris Mikhaïlovitch Eichenbaum (en russe : Борис Михайлович Эйхенбаум), né le 22 septembre 1886 (4 octobre dans le calendrier grégorien) à Voronej, mort le 24 novembre 1959 à Léningrad, est un théoricien russe et soviétique de la littérature, rattaché au formalisme russe et plus particulièrement à l'OPOYAZ. Il est docteur en sciences philologiques, professeur de l'université de Léningrad, connu surtout pour ses travaux sur Lermontov et Léon Tolstoï.